# Chiesa di San Giacomo di Ruspaglia
La chiesa di San Giacomo di Ruspaglia o Ruspaglie, od anche di Santa Maria di Ruspaglia, si trova nel comune di San Giorgio Canavese, un piccolo paesino del Canavese poco distante da Torino.

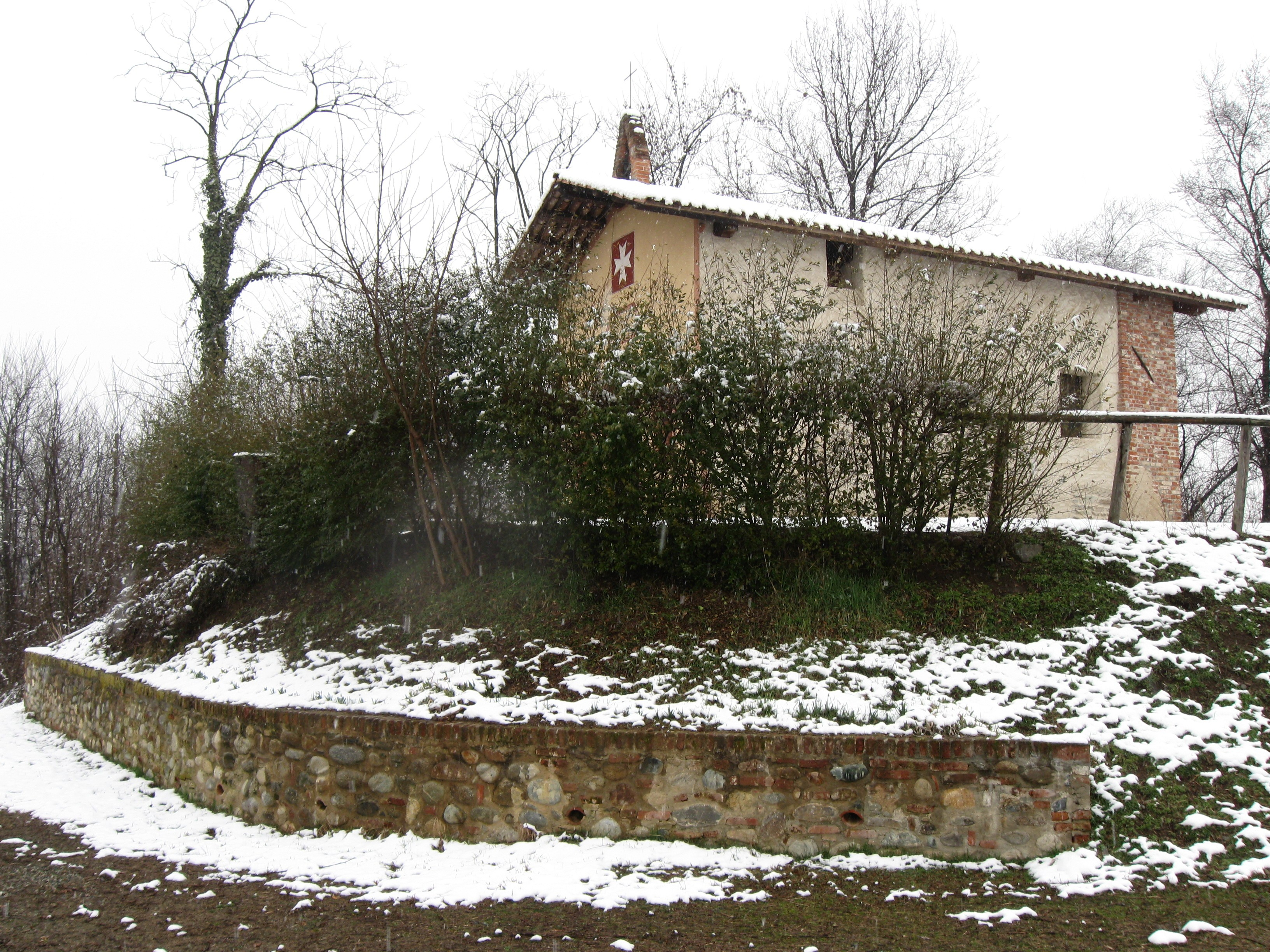
La chiesa di San Giacomo durante l'inverno 2009-2010

## Storia
Costruita dopo la seconda metà del XII secolo, probabilmente per ordine del Conte Guido IV di Biandrate (1) padrone di queste terre, venne donata nel 1164 (Guido di Biandrate detto "il Grande" muore nell'inverno 1166-1167) (2), insieme ad altri fabbricati, ai Cavalieri templari, come testimoniato dalle cronache dell'epoca. (3)
La donazione avvenne in un periodo storico caratterizzato da analoghe concessioni, da parte di molti nobili europei, verso i Cavalieri Templari, al fine di consentire a questo ordine di sostenere le proprie truppe impegnate in Palestina, nella difesa dei Luoghi Santi.
La chiesa faceva parte di una mansio, ovvero di una fattoria posta su una delle principali vie di comunicazione, al fine di concedere riposo ai viaggiatori.
Tale mansio era localizzata lungo una delle vie di transito tra Torino ed Ivrea, che correva lungo le "coste" con andamento circa nord-sud e di cui si trovano ancora oggi dei resti, come testimoniano ritrovamenti degli anni settanta presso le cascine Benedetta e Frera.
Era costituita da una fattoria composta da casa padronale, alloggi per i lavoranti, e altre superfici coperte ove trovavano sede scuderie, stalle e magazzini, e dalla chiesetta stessa, posizionata in alto sulla sommità della collina.

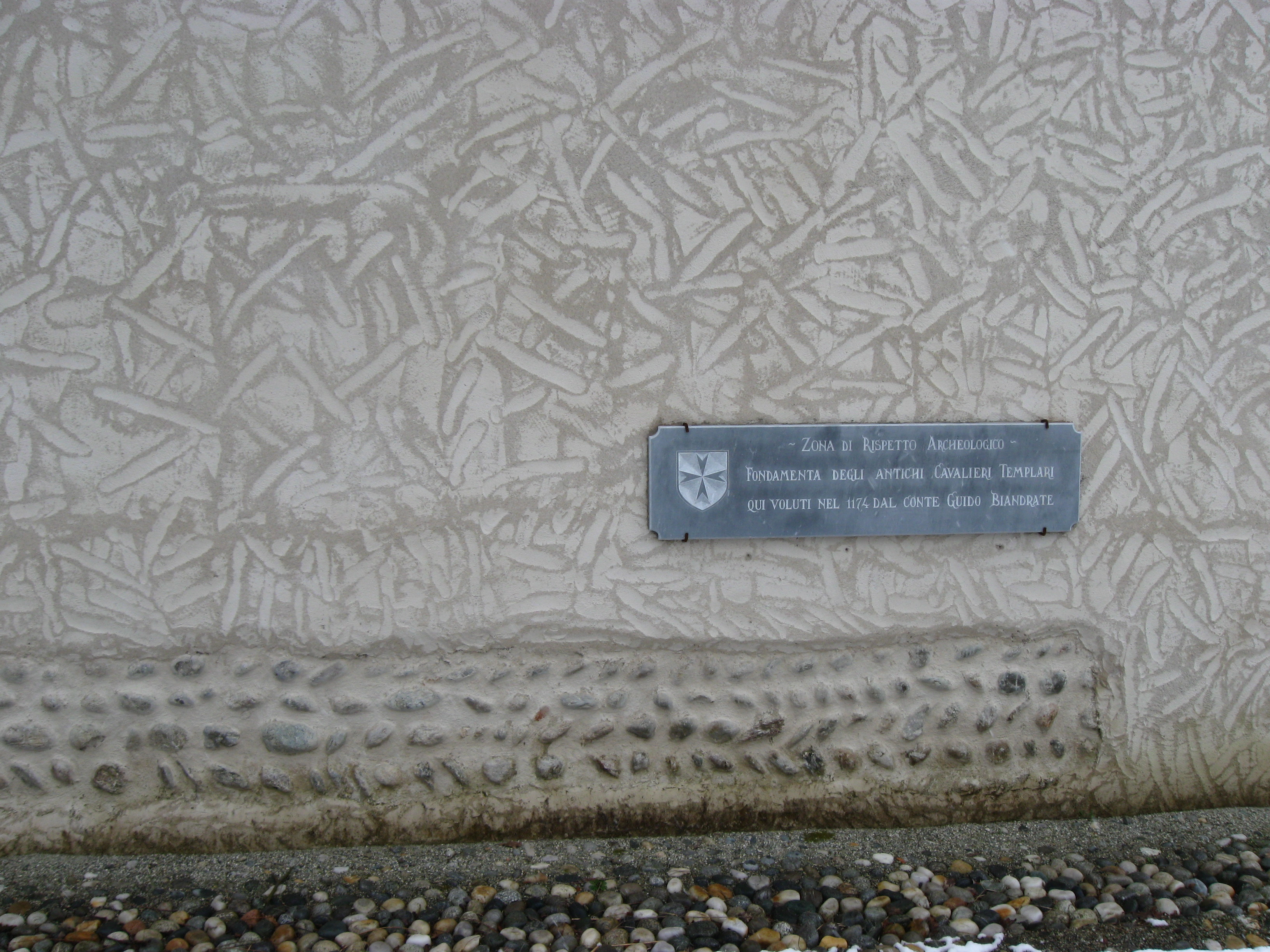
La parete nord della chiesa di San Giacomo: si noti la caratteristica disposizione delle pietre a spina di pesce, tipica medioevale

Il 3 aprile del 1312 il papa Clemente V, di concerto con il re di Francia Filippo IV il Bello, abolirono l'Ordine Templare, passando tutte le proprietà ai Cavalieri Ospitalieri, compresa la fattoria e la chiesa di Ruspaglia.
I nuovi padroni applicarono subito il loro simbolo, la croce bianca ad otto punte su fondo rosso, alla facciata della chiesa di Ruspaglia e sulla parete sud della fattoria.
I Cavalieri Ospitalieri, anche detti Cavalieri di Malta, mantennero il possesso della mansione di Ruspaglia fino alla rivoluzione Francese, quando vennero confiscati la fattoria, con i 30 ettari, e la chiesa, che passarono poi a diversi proprietari privati. (4)

## La chiesa oggi
Danneggiata gravemente alla fine del 1991 da ignoti vandali, ne è stato ricostruito l'abside, mantenendo distinta la parte antica dal rifacimento moderno.
Successivamente si è provveduto a ricostruire il tetto, secondo le indicazioni della Sovrintendenza delle belle arti, ed a recuperare le pareti esterne, mantenendo visibili le mura medioevali.
Proprio nel corso di una ricognizione della Sovrintendenza delle belle arti si sono individuate e studiate, nei pressi della chiesa, due sepolture medioevali, attribuite a monaci che abitavano la mansione.
Nel corso del 2009 è stato completato il recupero della chiesa, con il rifacimento degli intonaci interni.
Al viaggiatore, che passa nelle carrarecce che lambiscono la collina su cui sorge, appare oggi integra, circondata da un piccolo parco che si anima soprattutto nel periodo estivo, meta di grigliate e feste paesane.
La fattoria che costituiva la mansio è invece stata identificata nella struttura definita Cascina della Commenda (il nome deriva appunto dalla definizione del luogo data dai cavalieri Ospedalieri: "Commenda di San Giacomo di Ruspaglia").
Ancora negli anni cinquanta si potevano osservare tracce della presenza Templare, a differenza di oggi ormai scomparse per via dei numerosi rimaneggiamenti subiti. (5)